# 슈리크
슈리크(영어: Shriek)는 마블 코믹스의 슈퍼빌런이다. 스파이더맨의 악당이며 카니지와 주로 협동한다. 양손에서 음파 블래스트를 쏠 수 있다. 1993년 5월 《스파이더맨 언리미티드》 1호에 처음 등장했고, 론 림, 톰 데팔코, 마이크 W. 바, 제리 빙햄, 테리 캐버나, 마크 배글리가 공동 창작하였다.

## 담당 성우

### TV 애니메이션
- 얼티밋 스파이더맨 대 시니스터 식스(2015) - 애슐리 엑스타인

### 비디오 게임
- 스파이더맨 3(2007) - 코트니 테일러

## 같이 보기
- 할리 퀸